# Torvaldo Aagaard
Thor Gregorius Aagaard Green (Copenhague, Dinamarca, 16 de abril de 1816 - Caracas, 20 de marzo de 1879) más conocido como Torvaldo Aagard, fue un litógrafo venezolano.

## Biografía
Hijo de Corolus Aagaard y Anna Christina Green. Se trasladó en 1837 a Hamburgo (Alemania), donde permaneció hasta 1839, año en que llegó a Venezuela. Su aporte en el campo de la litografía es fundamental ya que continuó los preceptos de Johann Heinrich Müller y Wilhelm Stapler, quienes en los periódicos El Promotor y El Venezolano iniciaron la publicación de grabados como ilustraciones independientes y no como simples viñetas. Ya en 1844 en El Venezolano del 22 de junio, Aagaard, quien dos años antes ofrecía sus servicios como grabador y joyero "con la mayor exactitud y equidad", anunciaba que se dedicaba al "arte" de la litografía "exclusivamente".
Ese año imprime la litografía de un retrato de Antonio Leocadio Guzmán realizado por [¿Charles?] Thomas, con quien tuvo una amarga polémica por aquel mismo periódico entre el 2 y el 23 de marzo, sobre la salida de algunos ejemplares defectuosos de la edición, y realiza tres litografías a partir de dibujos de Carmelo Fernández para el libro de Simón Camacho Recuerdos de Santa Marta, 1842, de las prensas de George Corser: la Quinta San Pedro Alejandrino; los retratos lineales de Vargas, Carreño, Sánchez, Uztáriz, Boguier y Baptista y el célebre Embarco de los restos del Libertador en la bahía de Santa Marta, 1842. En 1845 litografía los dibujos de Celestino Martínez que aparecen en la revista El Álbum (27 de junio): retratos de José de Espronceda, G. Gómez de Avellaneda, Eugenio Sue y Lord Byron. A partir de Ramón Irazábal, quien proponía cambios urbanos en la ciudad, Aagaard litografió vistas de la Plaza Bolívar (El Álbum, 27 de junio de 1845) y de la Plaza de San Pablo (El Museo, 1845), donde se esperaba construir un nuevo teatro proyectado por Thomas Reed. También ese año realizó un mapa topográfico de La Guaira, un plano de Caracas y las litografías del libro de Carmelo Fernández Lecciones de dibujo topográfico arregladas para el uso de los alumnos militares del Ejército y Marina por el teniente de caballería, profesor de la Academia de Matemáticas y de los colegios de La Paz y Roscio, Carmelo Fernández (36 páginas y 6 láminas), anunciado en El Venezolano del 20 de mayo de 1845 y del cual, desafortunadamente no se conoce ningún ejemplar. Asimismo son suyas las litografías de los dibujos de Antonio José Carranza publicadas, también en 1845, en el periódico El Repertorio, la partitura de una polka compuesta por Jullien y una imagen de modas, sin crédito de dibujante. De Aagaard es el retrato de Antonio Leocadio Guzmán publicado en el libro de Felipe Larrazábal Apuntaciones sobre la vida pública de Antonio Leocadio Guzmán, para servir a la imparcialidad histórica de Colombia y Venezuela (Caracas: Nueva Imprenta, 1846), sobre el cual Ramón Díaz Sánchez escribió: "difícilmente habría podido otro dibujante interpretar con mayor fidelidad el pensamiento político de una causa como en este retrato al creyón donde se idealiza el busto de un hombre que aspira a ser presidente de una república" (1969, I, p. 268).
En 1849 contrajo matrimonio con Abigaíl Trinidad Paz, con quien tuvo numerosa descendencia. En 1858, Aagaard aún se anunciaba en la prensa como "grabador y escultor" (Diario de Avisos, 21 de abril), aunque su ciclo de obras litográficas ya estaba cerrado. El litógrafo se suicidó en 1879, a los 63 años. "Fue este Aagaard el gran litógrafo de la época; por primera vez, con él concurrían en la impresión la tipografía y la ilustración tipográfica. Aagaard sacó esta técnica de su carácter puramente comercial y ensayó la reproducción artística de retratos y paisajes, siguiendo en esto el ejemplo de Müller y Stapler" (Calzadilla, 1978, p. 11).

## Colecciones
- Academia Nacional de la Historia, Caracas
- Biblioteca Nacional, Caracas
- Concejo del Municipio Libertador, Caracas
- Fundación Boulton
- Galería de Arte Nacional